# 上海华虹
上海华虹（集团）有限公司是中華人民共和國上海市一家超大規模集成電路研發企業。

## 历史
1995年11月，中华人民共和国电子工业部向中華人民共和國国务院提交《关于“九五”期间加快我国集成电路产业发展的报告》。1996年3月，中華人民共和國當局對建设大规模集成电路芯片生产线项目正式立项，該項目俗称“909工程”。1996年4月9日，909工程主体承担单位上海华虹微电子有限公司成立，中华人民共和国电子工业部部長胡启立兼任华虹集团董事长。
1999年華虹開發出卡芯片，並應用於上海公共交通卡和上海市社會保障卡。此後該公司研發的非接觸式IC卡應用於中華人民共和國其他城市。

## 外部連結
- 官方网站